# Giovanni Cantoni (scrittore)

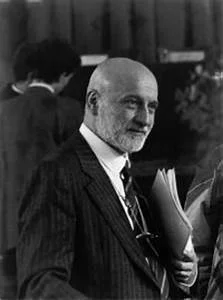

Giovanni Cantoni (Piacenza, 23 settembre 1938 – Piacenza, 18 gennaio 2020) è stato uno scrittore, traduttore e apologeta italiano, fondatore ed ex reggente nazionale di Alleanza Cattolica.

## Biografia
Figlio di un reduce della Repubblica Sociale Italiana, dal padre ereditò il rifiuto del mito della Resistenza, trovando i propri modelli culturali nella filosofia idealista di Giovanni Gentile e nella mistica neo-pagana di Julius Evola. Per alcuni anni frequentò, unitamente al conte Ranieri (Neri) Capponi e allo storico Franco Cardini, la casa fiorentina dello scrittore Attilio Mordini, che aveva costituito un cenacolo di studi cattolici.
Nel 1960 Cantoni aderì al "Centro studi tradizionali" di Torino e al "Centro per l'Ordine Civile" di Augusto del Noce e Gianni Baget Bozzo, nati entrambi per contrastare le aperture della DC, orientate a sinistra. Nello stesso anno curò la pubblicazione degli scritti del gesuita Luigi Taparelli d'Azeglio, fortemente critici verso il Risorgimento italiano, ritenuto la versione italiana della Rivoluzione francese.
Negli anni Sessanta collaborò al quotidiano ufficiale della Santa Sede L'Osservatore Romano e a quello del Movimento Sociale Italiano, Secolo d'Italia. 
Nei primi anni settanta, insieme a Mauro Ronco, attivista del movimento politico cristiano di destra "Europa Settanta", a Roberto de Mattei, esponente del Fronte Monarchico Giovanile e al carismatico Agostino Sanfratello, fondò l'associazione Alleanza Cattolica, di cui è stato reggente nazionale dal 1960 al 2016.
Dal 1972 al 2016 ha diretto la rivista Cristianità, organo ufficiale di Alleanza Cattolica. È stato anche rettore dell'Istituto per la Dottrina e l'Informazione Sociale (IDIS) che nel 1996 ha promosso l'iniziativa editoriale «Dizionario del pensiero forte».
Nel 1994 ha ripreso a collaborare al Secolo d'Italia, quotidiano di Alleanza Nazionale. Dal 2000 ha collaborato con il Timone, mensile di formazione e informazione apologetica popolare. Suoi studi sono stati tradotti in spagnolo e in slovacco.
Un elenco di suoi testi è stato pubblicato in Contributo per la bibliografia di Giovanni Cantoni, alle pp. 283-339 in A maggior gloria di Dio, anche sociale. Scritti in onore di Giovanni Cantoni nel suo settantesimo compleanno, a cura di PierLuigi Zoccatelli e Ignazio Cantoni (Edizioni Cantagalli, Siena 2008).
Nel 2001 ha fatto parte del comitato scientifico della rassegna libraria "Città del libro" di Campi Salentina.
Profondo conoscitore dei principali esponenti del tradizionalismo cattolico latinoamericano, fra i quali Plinio Corrêa de Oliveira, Nicolás Gómez Dávila e José Pedro Galvão de Sousa, sin dagli anni sessanta ha contribuito in modo determinante alla loro traduzione e diffusione in Italia.

## Opere
- Cantoni Giovanni, Scritti di dottrina sociale 1961-2005, Piacenza, Cristianità, 2024
- Cantoni Giovanni, Scritti sulla rivoluzione e sulla nazione 1972-2006, Piacenza, Cristianità, 2023
- Cantoni Giovanni, Per una civiltà cristiana nel terzo millennio: la coscienza della Magna Europa e il quinto viaggio di Colombo, Milano, Sugarco, 2008.
- Cantoni Giovanni, Aspetti in ombra della legge sociale dell'islam: per una critica della vulgata islamicamente corretta, Samir Khalil Samir S.J. (a cura di), Centro studi sulla cooperazione A. Cammarata, 2000.
- Cantoni Giovanni e Introvigne Massimo, Libertà religiosa, «sette» e «diritto di persecuzione», Piacenza, Cristianità, 1996.
- Cantoni Giovanni, La lezione italiana: premesse, manovre e riflessi della politica di compromesso storico sulla soglia dell'Italia rossa, Piacenza, Cristianità, 1980.

### Curatele
- Plinio Corrêa de Oliveira, Rivoluzione e contro-rivoluzione: edizione del cinquantenario (1959-2009), Giovanni Cantoni (a cura di), Milano, Sugarco, 2009.
- AA.VV., Magna Europa: L'Europa fuori dall'Europa, Giovanni Cantoni e Francesco Pappalardo (a cura di), Crotone, D'Ettoris, 2007.
- Plinio Corrêa de Oliveira, Note sul concetto di cristianità: carattere spirituale e sacrale della società temporale e sua ministerialità, Giovanni Cantoni (a cura di), Palermo, Thule, 1998.
- AA.VV., Voci per un dizionario del pensiero forte, Giovanni Cantoni (a cura di), Gennaro Malgieri (presentazione), Piacenza, Cristianità, 1997.
- Luigi Taparelli d'Azeglio, La libertà tirannia: saggio del p. L. Taparelli d'Azeglio S. J. sul liberalismo risorgimentale, Carlo Emanuele Manfredi e Giovanni Cantoni (a cura di), Edizioni  di Restaurazione spirituale, 1960.

### Traduzioni
- Plinio Corrêa de Oliveira, Rivoluzione e controrivoluzione, Giovanni Cantoni (traduzione), Piacenza, Cristianità, 1977.
- Plinio Corrêa de Oliveira, Trasbordo ideologico inavvertito e dialogo, Silvio Vitale e Giovanni Cantoni (traduzione), Napoli, L'Alfiere, 1970.
- Mircea Eliade, Mito e realtà, Giovanni Cantoni (traduzione), Torino, Borla, 1993.
- Mircea Eliade, Il mito dell'eterno ritorno, Giovanni Cantoni (traduzione), Milano, Rusconi, 1975.
- Mircea Eliade, Miti, sogni e misteri, Giovanni Cantoni (traduzione), Milano, Rusconi, 1976.
- Frithjof Schuon, L'uomo e la certezza, Giovanni Cantoni (traduzione), Torino, Borla, 1967.
- Jean Servier, L'uomo e l'invisibile, Giovanni Cantoni e Agostino Sanfratello (traduzione), Milano, Rusconi, 1973.

### Varie
- Raoul Plus, Come pregare sempre principi e pratica dell'unione con Dio, Aldo Forzoni (introduzione), Giovanni Cantoni (prefazione), Milano, Sugarco, 2009.
- Introvigne Massimo, Il ritorno dello gnosticismo, Giovanni Cantoni (introduzione), Carnago, SugarCo, 1993.
- Jean Dumont, I falsi miti della rivoluzione francese, Giovanni Cantoni (prefazione), Milano, Effedieffe, 1990.
- Anonimo, La cerca del Graal, Giovanni Cantoni (introduzione), Anna Cattabiani (traduzione), Roma, Borla, 1985.
- Jean Daujat, Conoscere il comunismo, Marco Invernizzi (traduzione), Giovanni Cantoni (introduzione), Milano, Il falco, 1979.